# So Long Sucker
So Long Sucker (lit.  "Até Mais, Otário") (originalmente Fuck You Buddy) é um jogo de tabuleiro de estratégia para quatro pessoas desenvolvido em 1950 por Mel Hausner, John Nash, Lloyd Shapley e Martin Shubik. Para progredir no jogo, é preciso formar uma aliança com outro jogador, contudo, para ganhar, é preciso trair esse aliado.

## Origem do jogo
O jogo, desenvolvido em 1950 por Mel Hausner, John Nash, Lloyd Shapley e Martin Shubik, surgiu com o propósito de traduzir a crença de Shubik e de Nash que os humanos são egoístas e trapaceiros, sempre procurando por ações que satisfaçam seu próprio interesse.
O artigo So Long Sucker, A Four-Person Game diz que "os quatro autores ocasionalmente ainda falam um com o outro" e aponta que os primeiros testes do jogo resultaram em casais voltando da festa para casa em diferentes táxis.

## Regras
Para progredir no jogo, é preciso formar uma aliança com pelo menos um outro jogador, contudo, para ganhar, de fato, é preciso trair esse aliado.
Cada jogador começa com sete fichas de uma cor única, e o objetivo é ser o último jogador com um estoque de fichas. Cada jogada reduz seu estoque em uma ficha, e essa ficha pode ser substituída através de capturas ou de presentes dos outros jogadores.
As regras são as seguintes:
1. São necessários quatro jogadores;
2. Cada jogador deve ter sete fichas de uma cor, de modo que cada jogador tenha sua própria e distinta cor, e essas fichas devem estar visíveis a todo tempo;
3. Um jogador é aleatoriamente escolhido como o primeiro a fazer um movimento;
4. As pessoas jogam uma ficha de qualquer cor, começando uma nova pilha ou colocando sobre qualquer ficha na área de jogo;
5. A ordem de jogada, exceto quando uma captura acabou de ser feita (regra 6) ou quando um jogador acabou de ser derrotado (regra 9), é decidida pelo último jogador que realizou um movimento. Ele pode dar o turno para qualquer jogador (incluindo ele mesmo) que não tenha sua cor representada na pilha que ele acabou de colocar uma ficha. Porém, se todas as cores estiverem nessa pilha, ele deve dar o turno para o jogador cuja mais recente ficha jogada esteja  o mais abaixo da pilha.
6.Uma captura é feita quando duas fichas da mesma cor estão no topo de uma pilha. O jogador de tal cor deve matar uma ficha, ficando a sua escolha qual, e pegar o restante dessa pilha. Em seguida, ele faz a próxima jogada.
7.A eliminação de um chip é efetuada colocando-o na "caixa morta";
8. Um prisioneiro é uma ficha de cor diferente da do jogador que a possui. Um jogador pode, a qualquer momento, matar qualquer prisioneiro em sua posse ou o transferir a outro jogador. As transferências são incondicionais e não podem ser retiradas. Um jogador não pode transferir fichas de sua própria cor, nem eliminá-las, exceto de uma pilha capturada (regra 6);
9.A derrota de um jogador ocorre quando lhe é dada a vez de jogar e ele fica impossibilitado de jogar por não ter fichas em sua posse. No entanto, sua derrota não é definitiva até que todos os jogadores que possuem prisioneiros tenham declarado sua recusa em ajudar o jogador por meio de uma transferência (regra 8). Em caso de derrota, o jogador desiste do jogo e a jogada é devolvida ao jogador que lhe deu a jogada. Se este último for derrotado, a jogada passa para o jogador que lhe deu a jogada, e assim por diante.
10. As fichas de um jogador derrotado permanecer em jogo como prisioneiras, mas são ignoradas na determinação da ordem de jogo (regra 5). Se uma pilha for capturada pelas fichas de um jogador derrotado, a pilha inteira é destruída e a jogada é rebatida (regra 9);
11.O vencedor é o jogador que sobreviver após todos os outros tiverem ter sido derrotados. Note que um jogador pode vencer mesmo que não tenha fichas e mesmo que todas as fichas da sua cor tenham sido destruídas.
12. Coalizão ou acordos de cooperação são permitidos. No entanto, as regras não determinam penalidades para o descumprimento de um acordo. A discussão aberta não é restrita, mas os jogadores não podem conversar fora da mesa durante o jogo ou fazer acordos antes do início dele.
Para um jogo mais longo, mais fichas podem ser utilizadas. Se o jogo for tentado com mais de quatro, o número de fichas por jogador deve ser reduzido. Ao invés de fichas, as cartas de baralho também podem ser utilizadas, utilizando-se dos naipes para diferenciar os jogadores.
O jogo dura cerca de 60 minutos.

## Versões

### Versão de Nash
Na versão de Nash, cada jogador começa com sete fichas e não há restrição no número de pilhas formadas, contudo, cada jogador possui 20 minutos no total para realizar seus movimentos. Quando esse limite é ultrapassado, o jogador é automaticamente eliminado.

### Versão de Hofstra
Na versão de Pieter Hofstra, os jogadores começam com cinco ou seis fichas, com a possibilidade de formar, ao todo, oito pilhas. Não há limite de tempo nessa versão.

## Nome alternativo e The Trap
O jogo inspirou o primeiro episódio do documentário The Trap de Adam Curtis, que exibe o papel da Teoria dos Jogos durante a Guerra Fria. O nome desse episódio é "F**K You, Buddy", uma referência ao nome original do jogo Fuck You, Buddy.

## Eventos
Dezesseis alunos dos departamentos de Matemática, de Estatística e de Economia da Universidade de Winnipeg se encontraram no Across the Board Game Café para jogar So Long Sucker.